# Przytkowice
Przytkowice – wieś w Polsce, położona w województwie małopolskim, w powiecie wadowickim, w gminie Kalwaria Zebrzydowska.
W latach 1975–1998 miejscowość administracyjnie należała do województwa bielskiego.
Przez miejscowość przechodzi droga wojewódzka nr 953 łącząca Kalwarię Zebrzydowską ze Skawiną.

## Położenie i ukształtowanie terenu
Wieś położona jest na południowy wschód od góry Draboż (435 m n.p.m.), na wysokości 280–360 m n.p.m. Od strony sąsiadującego Stanisławia Dolnego góruje nad wsią malownicze, stożkowate wzniesienie, w większości pokryte lasem o nazwie „Ludka” (369 m n.p.m.). Charakterystyczna ulicówkowa zabudowa tutaj skupiła się wzdłuż potoku, spływającego od głównego grzbietu – Draboża oraz w dorzeczu Skawinki. Odległość od Kalwarii Zebrzydowskiej wynosi 7,5 km, a wieś leży na trasie łączącej Kalwarię Zebrzydowską ze Skawiną. Od północy graniczy z Paszkówką, od wschodu z Sosnowicami, Leńczami, od południa z Zebrzydowicami, a od zachodu ze Stanisławiem Dolnym i Bęczynem.
Krajobraz Przytkowic wraz z wieloma przysiółkami, luźno porozrzucanymi po całym obszarze wsi, jest bardzo urozmaicony wieloma dolinami z potokami i strumieniami, jarami, a także wzniesieniami. Centrum wsi stanowi skrzyżowanie wraz z przyległym placem, wokół którego znajduje się kilka zakładów produkujących obuwie, sklepy oraz apteka wraz z domami mieszkańców. Od strony południowej skrzyżowania wznosi się Pyrczek (340 m n.p.m.), którego nagi stożek dominuje nad wejściem do centrum wsi. Z kolei po południowej stronie doliny Cedronu (Skawinki Zachodniej) okazale prezentuje się zalesiona Krowia Górka (345 m n.p.m.). Jej północne stoki należą jeszcze do Przytkowic. W połowie wysokości Krowiej Górki, w głębi lasu wypływa źródełko. Wypływający strumień zwany jest Złotym Potokiem. Tuż nad źródełkiem, na starym buku wisi kapliczka z figurą Matki Bożej. Według podań ludowych, woda z tego źródełka ma właściwości lecznicze i podobno pomogła niejednemu w leczeniu wszelkiego rodzaju ran i chorób oczu.
Przez wieś przebiega linia kolejowa 97 łącząca Kraków i Skawinę z Suchą Beskidzką i Zakopanem oraz droga wojewódzka nr 953 z Kalwarii Zebrzydowskiej do Skawiny. Przebiegająca sieć dróg powiatowych i gminnych dogodnie łączy ją z Wadowicami i okolicznymi miejscowościami. Dodatkową zaletą pagórkowatego terenu Przytkowic są miejsca widokowe. Z najwyższego wzniesienia, na którym znajdowała się niegdyś siedziba z warownią Radwanitów-Przypkowskich, roztacza się widok na Polankę Hallera, dalej na Skawinę, aż po Kraków, Bielany i całą Dolinę Nadwiślańską z Czernichowem i kominami Śląska. Na południe widać górę Żar i Lanckorońską Górę, za którymi wyłaniają się Beskidy, Babia Góra i szczyty Tatr.

## Integralne części wsi
| części wsi | Dół, Draboż, Dział, Góra, Grabie, Kąt, Kotliny, Ludka, Owczarnia, Paska, Rola, Pagórek, Wał, Zagrody, Za Lasem |

## Historia
- Pierwsze wzmianki o Przytkowicach pochodzą z XIII w., kiedy to miejscowość ta leżała w obrębie „korytarza radwańskiego”, założona przez Radwanitów.
- W 1388 należała do Ofki z Przybkowic, która ją sprzedała Mikołajowi z Brodów.
- W 1443 właścicielami Przybkowic byli Jan i Stanisław Przybkowscy herbu Radwan.
- XVI w. właścicielem wsi jest Jan Przypkowski, działacz braci polskich, który w 1572 nadał swoim poddanym wolność osobistą. Prawdopodobnie we wsi był również zbór ariański, który mógł się mieścić w dworze Przypkowskich. Jak wynika z wizytacji biskupa Krzysztofa Kazimirskiego, odbytej w latach 1596–1598, miejscowy kościół katolicki nie został sprofanowany przez ariańskich właścicieli Przytkowic.
- W XVII w. właścicielką Przytkowic była Anna Katarzyna Zebrzydowska, siostra biskupa krakowskiego Andrzeja Zebrzydowskiego[potrzebny przypis], ciotka Mikołaja Zebrzydowskiego.
- W drugiej połowie XIX w. i w początkach XX w. Przytkowice należały do Brandysów.

## Dziedzictwo kulturowe

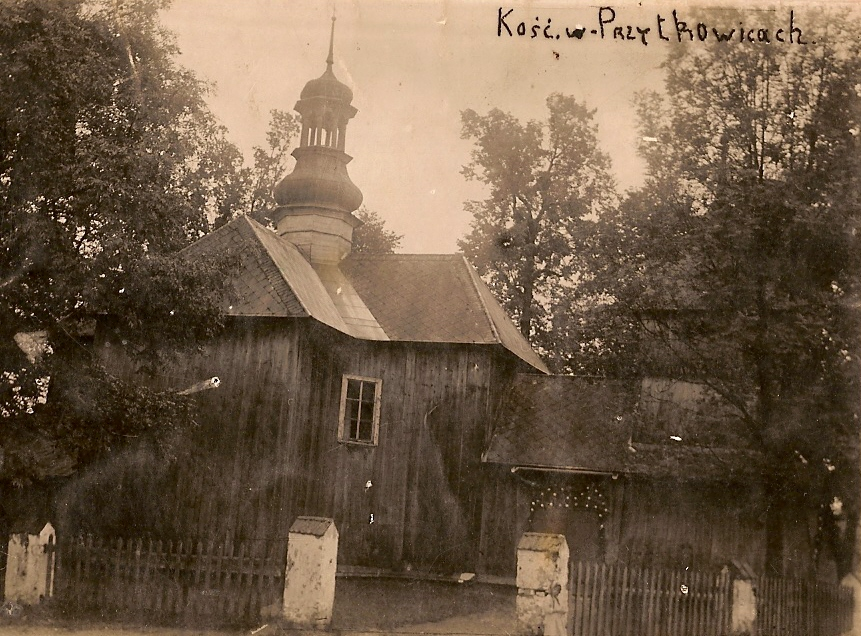

Kościół wzmiankowany w 1345, w 1733 zbudowano drewniany kościół, który po wybudowaniu nowego, murowanego, w 50. latach XX w. przeniesiono do Skawinek. Ze starego kościoła zachował się gotycki krucyfiks, późnobarokowy ołtarz i barokowe posągi Matki Bożej i św. Jana Ewangelisty.
- W 1982 reaktywowano Orkiestrę dętą przy OSP.
- Zespół dworski ze spichlerzami.
- We wsi znajduje się też jedna z największych dyskotek w Polsce – klub Energy 2000[5]